# Jozef Repka
Jozef Repka (* 3. dubna 1960) je bývalý slovenský fotbalový brankář.

## Fotbalová kariéra
V československé lize hrál za Tatran Prešov. Odchytal 2 ligová utkání. V nižších soutěžích hrál i za Šarišské Michalany.

## Ligová bilance
| Ročník                                   | Zápasy | Góly | Minuty | Nuly | Klub          |
| ---------------------------------------- | ------ | ---- | ------ | ---- | ------------- |
| 1. československá fotbalová liga 1978/79 | 2      | 0    | 180    | 1    | Tatran Prešov |
| CELKEM 1. liga                           | 2      | 0    | 180    | 1    |               |